# 기아 쏘넷
기아 쏘넷은 기아에서 인도 등의 개발 도상국 위주로 판매하는 소형 SUV이다.

## 개요
2020년 2월 컨셉트카가 공개되었다. 정식 공개는 같은 해 8월 7일에 진행되었으며 9월부터 인도에서 판매를 시작했다. 현대 베뉴와 플랫폼을 공용하며, 기아가 인도에서 셀토스, 카니발에 이어 세 번째로 출시한 모델이다. 인도 외에도 주변 국가나 남아프리카 공화국에도 수출되며, 베트남에서도 THACO를 통해 생산을 개시할 예정이다. 대한민국 시장에는 스토닉과의 중복으로 인해 판매되지 않는다.